# Liste des plus hauts bâtiments de Slovénie
Voici la liste des plus hauts bâtiments de Slovénie, classés selon leur hauteur. Le plus grand édifice de Slovénie est actuellement le Palais de Cristal, situé dans la capitale Ljubljana, qui a une hauteur de 89 mètres et comporte 20 étages.

## Liste

### Bâtiments existants
Les immeubles pris en compte ont une hauteur minimale de 57 mètres.
| Place | Nom                            | Ville       | Hauteur     | Nombre d'étages | Année de construction | Notes | Image |
| ----- | ------------------------------ | ----------- | ----------- | --------------- | --------------------- | --- | ----- |
| 1     | Palais de Cristal              | Ljubljana   | 89 mètres   | 22              | 2011                  | Le plus haut édifice de Slovénie. |       |
| 2     | World Trade Center Ljubljana   | Ljubljana   | 75 mètres   | 18              | 1993                  | Le plus haut édifice de Slovénie, avant d'être détrôné par le Palais de Cristal en 2010.                                                              |       |
| 3     | Situla                         | Ljubljana   | 72 mètres   | 21              | 2013                  | |       |
| 4     | Tivolska 50                    | Ljubljana   | 71 mètres   | 15              | 1981                  | |       |
| 5     | Nebotičnik                     | Ljubljana   | 70 mètres   | 13              | 1933                  | Le premier gratte-ciel construit en Slovénie. Il était le plus haut bâtiment des Balkans et le neuvième d'Europe lorsque sa construction fut achevée. |       |
| 6     | TR3                            | Ljubljana   | 69 mètres   | 17              | 1973                  | |       |
| 6     | Église Saint-Joseph            | Ljubljana   | 69 mètres   | N/A             | 1922                  | La plus haute église de Slovénie |       |
| 8     | UKC Maribor (sl)               | Maribor     | 65,5 mètres | 16              | 1973                  | Le plus haut édifice de Slovénie situé en dehors de la capitale Ljubljana.                                                                            |       |
| 9     | Betnavski park (sl)            | Maribor     | 65 mètres   | 3x17            | 2009/10               | |       |
| 9     | Église Saint-Jacques (en)      | Ljubljana   | 65 mètres   | N/A             |                       | |       |
| 11    | Eda center (sl)                | Nova Gorica | 62 mètres   | 15              | 2011                  | |       |
| 12    | Metalka Building               | Ljubljana   | 60 mètres   | 15              | 1963                  | |       |
| 12    | TR2                            | Ljubljana   | 60 mètres   | 12              | 1975                  | |       |
| 14    | R5                             | Ljubljana   | 59 mètres   | 17              | 2010                  | |       |
| 15    | Hotel Plaza                    | Ljubljana   | 58,5 mètres | 17              | 2012                  | |       |
| 16    | Église franciscaine de Maribor | Maribor     | 58 mètres   | N/A             | 1900                  | |       |
| 17    | Cathédrale de Maribor          | Maribor     | 57 mètres   | N/A             | 1623                  | Comportait à l'origine un clocher de 76 mètres de hauteur, qui a dû être rétréci à la suite de dommages causés par la foudre.                         |       |

### Bâtiments proposés
| Place | Nom                  | Ville     | Hauteur       | Nombre d'étages | Année de proposition | Notes                                                                       |
| ----- | -------------------- | --------- | ------------- | --------------- | -------------------- | --------------------------------------------------------------------------- |
| 1     | Dravska vrata        | Maribor   | 112 mètres    | N/A             | N/A                  |                                                                             |
| 2     | Emonika (en)         | Ljubljana | 107 mètres    | N/A             | 2012                 |                                                                             |
| 3     | Kolizej (sl)         | Ljubljana | 75 mètres     | 18              | 2010                 | La taille proposée était à l'origine de 96 mètres, mais a été réduite à 72. |
| 4     | Severna mestna vrata | Ljubljana | 2 x 72 mètres | 22              | 2010                 | L'édifice mesurerait 95 mètres avec la flèche.                              |